# Vicia graminea
Vicia graminea är en ärtväxtart som beskrevs av James Edward Smith. Vicia graminea ingår i släktet vickrar, och familjen ärtväxter. Inga underarter finns listade i Catalogue of Life.